# Hermenter Serra de Budallés
Hermenter Serra de Budallés (Barcelona, 5 de novembre de 1894 - 14 de maig de 1997) fou un perit industrial, químic, enginyer industrial i fotògraf català.

## Biografia
L'origen familiar dels Serra cal buscar-lo a Igualada on ja a mitjans del segle xix, un altre Hermenter Serra, avi de l'autor, va endegar la seva indústria tèxtil que prosperà ràpidament. Com el més important dels magatzems dels Serra es trobava a Barcelona, la família es traslladà a viure a aquesta ciutat, i poc després, amb l'arribada dels telers mecànics, abandonaren la vinculació directa al món de la fàbrica, tot preferint invertir els rèdits dels lloguers dels magatzems en el finançament d'altres indústries i projectes. L'educació d'Hermenter Serra va iniciar-se com alumne intern a "La Salle Bonanova", i l'any 1912 obtenia el títol de Perit Industrial i Químic amb les màximes qualificacions.
En aquesta etapa i abans de començar la carrera d'enginyeria industrial, realitzà un viatge a Londres per perfeccionar els seus estudis i aquí sembla que s'afeccionà a la fotografia fet que li reportaria durant molts anys entre els companys i amics el renom de "el fotògraf". La seva situació benestant, coneixences, educació, relacions i viatges, li va permetre conèixer un món que tractarà de reflectir mitjançant les seves imatges, ja que per ell la fotografia era alhora un art i una ciència.
Es relacionà amb els principals cercles culturals de la seva ciutat com els amics dels Museus, el Cercle Artístic de Sant Lluc, Els Amics de Gaudí, amb antics polítics de la Lliga Regionalista: Garriga Massó, Lluís Massot, la senyora Torner (secretària d'en Cambó) i amb artistes com el pintor Miquel Farré o l'escultor Josep Clarà. D'altra banda col·laborà amb institucions com "l'Agrupació fotogràfica d'Igualada" o "l'Associació Bonanova", participant en les exposicions fotogràfiques de la primera i fent la crònica fotogràfica de la segona. La fotografia serà doncs la seva gran afecció des de l'any 1920, afecció que continuarà de forma ininterrompuda fins a 1948, quan la pèrdua de vista, d'una banda i la por a enfrontar-se amb les noves tècniques fotogràfiques d'altra, li impediran de continuar.

## Fons personal
El seu fons personal es conserva a l'Arxiu Nacional de Catalunya. Està format per tot el material que l'autor produí des del moment que inicià la seva afecció per la fotografia l'any 1910 fins a 1948, quan deixà de treballar en el seu laboratori. El fons, que ha estat descrit i informatitzat, es divideix en dos grans subfons: d'una banda els fons familiar on trobem reflectides la vida quotidiana de la societat burgesa catalana de la primera meitat d'aquest segle (vida privada i familiar, els estius, les festes, els amics i entreteniments, els esports, ..); d'altra banda, totes les activitats de l'Associació d'antics alumnes del col·legi La Salle Bonanova des de 1930 a 1936 entre les quals destaquen les activitats socials, religioses, esportives i culturals.